# Anopheles pharoensis
Anopheles pharoensis este o specie de țânțari din genul Anopheles, descrisă de Theobald în anul 1901. Conform Catalogue of Life specia Anopheles pharoensis nu are subspecii cunoscute.